# Visual Arts
Visual Arts (jap. 株式会社ビジュアルアーツ Kabushiki-gaisha Bijuaru Ātsu) – japoński wydawca gier komputerowych z siedzibą w Osace specjalizujący się w wydawaniu i dystrybucji powieści wizualnych. Firma zarządza różnymi zespołami produkującymi gry, które funkcjonują pod odrębnymi markami, takimi jak Key i Saga Planets. Visual Arts stworzyło silniki gier Siglus, RealLive i AVG32. 
Visual Arts prowadzi również działalność w branży muzycznej, zarządzając wytwórnią Key Sounds Label, współpracując jako dystrybutor z grupami I’ve i fripSide, a także organizując koncerty muzyczne. Firma uczestniczy również w produkcji anime. W latach 2008–2013 Visual Arts prowadziło imprint VA Bunko (jap. ＶＡ文庫), pod którym wydawało light novel oparte na grach swoich marek.